# Padernello (Borgo San Giacomo)
Padernello è una frazione del comune italiano di Borgo San Giacomo. Costituì un comune autonomo fino al 1927.

## Storia
Il castello Martinengo, Salvadego Molin Ugoni sino al 2005, è un complesso architettonico con fossato e ponte elevatoio.
Il maniero è ora gestito dalla "Fondazione Castello di Padernello" che ne cura sia la manutenzione che l'uso.
La frazione è un piccolo borgo con struttura romanica, la chiesa di Padernello, dedicata alla Natività della Beata Vergine Maria, è custode di numerose opere d'arte come ad esempio il Crocefisso del Satissimo Redentore opera del Zamara, la deposizione del Campi olio su rame.
Il piccolo cimitero annesso è opera del Vantini e il monumento dei caduti, opera marmorea, è posto nella piazza antistante la chiesa e fu inaugurato da Marziale Ducos.
Inoltre ultimamente, per volontà della Fondazione Castello di Padernello e dell'amministrazione comunale, è stato costruito un ponte di legno, opera dell'artista Giuliano Mauri, tale ponte collega la frazione con le cascine denominate Bosco (ex convento aggregato a San Cosma e Damiano di Brescia) e il Santuario dedicato a San Vigilio.
Attualmente la frazione festeggia il santissimo Redentore ogni venticinque anni (ultima festa nel 2008 officiata da Mons. Luciano Monari e da Mons. Mario Vigilio Olmi Vescovi in Brescia), per ricordare il miracolo del Crocefisso che ha scongiurato la frazione dal morbo del colera nel 1867. La frazione è rappresentata da un consiglio di frazione, eletto dai residenti della frazione, che rimane in carica quanto l'amministrazione comunale di Borgo San Giacomo, il consiglio ha il compito di promuovere iniziative e di avanzare richieste riguardanti il benessere della frazione.
La collezione privata dei quadri del Ceruti (Pitocchetto) è stata custodita sino al 1965 nel castello di Padernello e denominati "Ciclo di Padernello". È inoltre custodito dalla parrocchia un quadro olio su rame 40cmx40cm del Vincenzo Campi rappresentante la Deposizione di Cristo dalla Croce ed una Pala del Giovanni Andrea Carlone rappresentante Madonna con Bambino e Santi. Nella chiesa parrocchiale è costudita la Santa Reliquia della Croce portata da Cristo. È inoltre citato nell'archivio storico ben costudito della parrocchia un quadro attribuito al Moretto.

## Monumenti e luoghi d'interesse
- Castello di Padernello
- Chiesa parrocchiale di Santa Maria in Valverde. Già esistente nel Medioevo, la chiesa di Santa Maria in Val Verde nel 1579 cadde in rovina sinché nel 1583 venne ricostruita dal conte Pompilio Martinengo Cesaresco.
- Chiesetta del Santissimo Redentore. La popolazione di Padernello nutriva all'inizio del 1800 una particolare devozione per un bel crocifisso quattrocentesco venerato nella cappella del vecchio cimitero attiguo alla chiesa parrocchiale e a cui i fedeli volevano tributare una più dignitosa collocazione. Per poter soddisfare questa volontà si decise, intorno al 1825, di costruire un piccolo santuario da edificarsi nelle vicinanze del nuovo cimitero ubicato appena fuori del centro abitato. Nel 1826 il conte Silvio Martinengo donò alla Parrocchia di Padernello il terreno sul quale doveva sorgere la chiesetta del Redentore. Dopo aver ottenute le necessarie autorizzazioni da parte del Vescovo, entro il 1833 la chiesetta venne edificata e benedetta nei primi giorni di febbraio dello stesso anno dal parroco Gnaga.